# The voyage (A trip to elsewhere)
The voyage (A trip to elsewhere) is een dubbel- en studioalbum van Isildurs Bane. Het album werd met een boekje van twintig bladzijden verpakt in een koffertje. Opnamen vonden plaats in de Gelinge Studio. Het album werd uitgebracht in eigen beheer maar beleefde een aantal keer heruitgaven, waarbij bij de herpersing van 1997 het album op één compact disc werd gezet. De muziek is een voortzetting van hun vorige album maar werd complexer en kunstzinniger, iets dat zich zou voortzetten. Door inschakeling van het The Zorn Trio (pianotrio) kreeg de muziek meer het karakter van kamermuziek vermengd met progressieve rock. De over de twee albums verspreidde suite. The voyage is gebaseerd op het leven van Adolf Wölfli. 

## Musici
- Bo N Roth – gitaar
- Fredrik Emilson – basgitaar
- Mats Johansson – toetsinstrumenten, vocoder
- Kjell Severinsson – drumstel, percussie

met
- The Zorn Trio – ensemble, bestaande uit Joachim Gustavsson – viool, Peter Schöning – cello, Lars-Åke Svensson – piano
- Halmstad Vokalensemble - koor
- Björn Holmgren, Mike Cardan, Patrick Ruiz, Tea Carlsson – stem
- Björn J:ason Lindh – dwarsfluit
- Lars Hägglund – piano
- Janne Schaffer – gitaar
- Johan Stengård – saxofoon
- Christian Jerhov – toetsinstrumenten

## Muziek
| Nr. | Titel                                                       | Duur  |
| --- | ----------------------------------------------------------- | ----- |
| 1.  | The voyage (part 1: The adventure of the whirling delirium) | 12:00 |
| 2.  | The voyage (part II: A telescope and a hot air balloon)     | 9:12  |
| 3.  | Picassiette (First walk)                                    | 5:00  |
| 4.  | La Sagrada Familia (El dia)                                 | 2:03  |
| 5.  | Das Junkerhaus                                              | 4:54  |
| 6.  | Picassiette (Second walk)                                   | 5:52  |
| 7.  | La Sagrada Familia (La tarde)                               | 1:59  |

| Nr. | Titel                                           | Duur  |
| --- | ----------------------------------------------- | ----- |
| 1.  | The voyage (part III: Wild as a toad)           | 17:45 |
| 2.  | Picassiette (Third walk)                        | 5:01  |
| 3.  | La Sagrada Familia (La noche)                   | 2:01  |
| 4.  | Nimis (Wotans’tower)                            | 4:17  |
| 5.  | La Sagrada Familia (La mañana)                  | 1:59  |
| 6.  | The voyage (part IV: Magnificent giant battles) | 6:10  |